# Great Moulton
Great Moulton – wieś w Anglii, w hrabstwie Norfolk, w dystrykcie South Norfolk. Leży 20 km na południe od Norwich i 140 km na północny wschód od Londynu.
Miejscowość liczy 699 mieszkańców.